# Kubań (pismo)
Kubań (ros. Кубань) – kolaboracyjne pismo w okupowanym Krasnodarze podczas II wojny światowej
Pierwszy numer pisma ukazał się 26 września 1942 r. Było ono organem prasowym kolaboracyjnego zarządu miejskiego, na czele którego stał Michaił A. Woronkow. Gazeta była publikowana w nakładzie 5 tys. egzemplarzy. Funkcję redaktora naczelnego objął volksdeutsch Wiktor Nordel. Jego współpracownikami byli m.in. S.N. Lienarski i N.W. Polibin. Redakcja mieściła się na ulicy Krasnej 52. Wiktor Nordel skompromitował się jednak stylem życia, dlatego został aresztowany i rozstrzelany. Redaktorem naczelnym został N. Jabłonowski, a po jego wyjeździe do okupowanej Odessy b. dziennikarz radiowy B. Głazyrin. W gazecie ukazywały się niemieckie komunikaty wojenne, obwieszczenia władz miejskich, artykuły i felietony o charakterze propagandowym (antysowieckim i proniemieckim). Sowieckim partyzantom udało się umieścić w redakcji gazety w roli prowokatora swojego wywiadowcę M.S. Artiemowa-Bołobujewa. Jego działania doprowadziły do zamknięcia gazety przez Niemców pod koniec 1942 r. Ogółem wyszło 41 numerów.